# 福士謙介
福士 謙介（ふくし けんすけ、1966年 - ）は、日本の工学者。専門は、環境工学、サステイナビリティ学。東京大学サステイナビリティ学連携研究機構教授、国連大学高等研究所客員教授。東京大学未来ビジョン研究センターセンター長（2023年 - 現任中）。

## 人物・経歴
- 1966年 - 青森県南津軽郡大鰐町生まれ。
- 1985年 - 宮城県仙台第一高等学校卒業。
- 1989年 - 東北大学工学部土木工学科卒業。
- 1991年 - 東北大学大学院工学研究科土木工学専攻修士課程修了。
- 1996年 - ユタ大学大学院工学研究科土木環境工学専攻博士課程修了、Ph.D.。
- 1996年 - 東北大学大学院工学研究科助手。
- 1997年 - 東北大学大学院工学研究科講師。
- 1999年 - アジア工科大学院環境資源開発学研究科講師（JICA専門家）。
- 2001年 - アジア工科大学院環境資源開発学研究科准教授。
- 2001年 - 東京大学環境安全研究センター助教授。
- 2005年 - 東京大学サステイナビリティ学連携研究機構助教授。
- 2013年 - 東京大学サステイナビリティ学連携研究機構教授[2][3]。国連大学高等研究所客員教授兼務[4]。
- 2021年 - 東京大学グローバルリーダー育成プログラム推進室長[5]。
- 2022年10月 - 日越大学副学長（非常勤）を兼務[6]。
- 2023年 - 東京大学未来ビジョン研究センターセンター長[7]。

## 著書
- 『 Adaptation and mitigation strategies for 』（シュプリンガー・ジャパン、2010年5月）住明正、平松あい、福士謙介（共著）ISBN 978-4431997979

### 監修
- 『地球の危機図鑑――滅亡させないために知っておきたい12のこと』（学研プラス、2022年2月、ISBN 978-4055013697）